# Riedbock
Der Riedbock (Redunca redunca), zur Unterscheidung von anderen Arten der Gattung Redunca auch als Gemeiner Riedbock oder Senegal-Riedbock bezeichnet, ist eine afrikanische Antilope.

## Merkmale
Diese Antilope ist mit einer Schulterhöhe von 70 bis 90 Zentimetern etwas kleiner als der Große Riedbock. Die Tiere erreichen ein Gewicht von bis zu 50 Kilogramm, die Hörner des Männchens werden bis zu fünfzig Zentimeter lang. Die Oberseite ist gelblich bis rotbraun, die Unterseite weiß; die Vorderläufe haben schwarze Zeichnungen. Nur Männchen tragen Hörner, die gedrungen und nach vorn gebogen sind. Unterhalb des Ohres haben sie eine auffällige Duftdrüse.

## Verbreitung und Lebensweise
Der Riedbock ist über Schwemmebenen, Sümpfe und Auenwälder Westafrikas verbreitet. Lebensraum und Lebensweise sind dem des Großen Riedbocks ähnlich.
Männliche Riedböcke sind territoriale Einzelgänger, die alle sich in ihrem Gebiet aufhaltenden Weibchen beanspruchen. Die Weibchen leben in lockeren Verbänden, die sich schnell auflösen, wenn sie sich in Regionen mit guter Deckung aufhalten. Nur in offenem Gelände ohne Schutz bilden sie Herden von bis zu zehn Tieren. Zu der Verhaltensweise des Riedbocks gehört es, bei Annäherung eines Fressfeindes unbeweglich in der Deckung auszuharren und dann plötzlich aufzuspringen und zu fliehen. Während der Flucht geben sie einen lauten Pfiff von sich, der Schwanz wird aufrecht getragen, dabei wird der weiße Spiegel an den Hinterbeinen und die weiße Unterseite des Schwanzes sichtbar, was möglicherweise der Kommunikation mit Artgenossen dient.